# ريتشارد سوماه
ريتشارد سوماه (6 أكتوبر 1986 في فرنسا - ) (بالفرنسية: Richard Soumah)‏ هو لاعب كرة قدم فرنسي في مركز الوسط. شارك مع منتخب فرنسا تحت 20 سنة لكرة القدم ومنتخب فرنسا تحت 21 سنة لكرة القدم ومنتخب غينيا لكرة القدم. أما مع النوادي، فقد لعب مع نادي أميين ونادي أنجيه ونادي بريست ونادي غانغون ونادي مونز.

## وصلات خارجية
- ريتشارد سوماه على موقع إي إس بي إن إف سي (الإنجليزية)
- ريتشارد سوماه على موقع قاعدة بيانات كرة القدم.إي يو (الإنجليزية)
- ريتشارد سوماه على موقع ليكيب (الفرنسية)
- ريتشارد سوماه على موقع ناشيونال فوتبول تيمز (الإنجليزية)
- ريتشارد سوماه على موقع Soccerbase.com (لاعب) (الإنجليزية)
- ريتشارد سوماه على موقع Soccerway.com (الإنجليزية)
- ريتشارد سوماه على موقع AS.com (الإسبانية)